# ماركو تودوروفيتش
ماركو تودوروفيتش (بالصربية: Марко Тодоровић)‏ هو ممثل صربي، ولد في 2 يونيو 1929، وتوفي في 29 أغسطس 2000.

## وصلات خارجية
- ماركو تودوروفيتش على موقع IMDb (الإنجليزية)
- ماركو تودوروفيتش على موقع أول موفي (الإنجليزية)
- ماركو تودوروفيتش على موقع قاعدة بيانات الأفلام السويدية (السويدية)
- ماركو تودوروفيتش على موقع قاعدة بيانات الفيلم (الإنجليزية)